# 安德烈·史匹哲
安德烈·史匹哲（羅馬尼亞語：Andre Spitzer；1945年7月4日—1972年9月6日），以色列男子擊劍運動員，也是1972年夏季奧運以色列代表隊的教練。他是在慕尼黑慘案中被黑色九月恐怖分子挾持並隨後喪生的11名運動員和教練之一。

## 早年生活
史匹哲出生於羅馬尼亞蒂米什瓦拉，是一名猶太人。他的父母在納粹強迫勞動營中倖免於大屠殺。1956年他11歲時父親過世後，史匹哲和母親搬到以色列。他曾在以色列空軍服役，並在以色列國家體育學院學習擊劍。
1968年，他被派往荷蘭接受擊劍進一步的指導，在海牙跟隨劍擊大師亞伯拉罕進修。在荷蘭的第一年，他大部分時間都住在席凡寧根的Smitsloo家。1971年，他與他的一位學生安基·德容（Ankie de Jongh）結婚。不久之後，史匹哲與妻子回到以色列，27歲的他成為當地最頂尖的擊劍教練。他們夫婦二人住在以色列與黎巴嫩交界的比拉尼特。他幫助創建了國家擊劍學院，並成為溫蓋特學院的首席擊劍教練。
他們的女兒阿努克·雅兒（Anouk Yael）在奧運會前兩個月出生。

## 慕尼黑奧運
史匹哲夫婦與以色列隊的其他成員一起前往慕尼黑，但年幼的阿努克則留在荷蘭由祖父母照顧。
安基·史匹哲回憶了她丈夫對奧運的理想主義和態度：

（在奧運村漫步時）……他發現黎巴嫩代表隊的成員，並告訴（我）他要去跟他們打招呼……我對他說：「你瘋了嗎？他們來自黎巴嫩！」當時以色列與黎巴嫩正處於戰爭狀態。「安基，」安德烈冷靜地說，「這正是奧運會的意義所在。在這裡，我可以去找他們，可以和他們交談，可以問他們的近況。這正是奧運會的意義所在。」於是他走向……黎巴嫩隊，……他問他們：「你們的成績如何？我來自以色列，結果如何？」令我驚訝的是，我看到（黎巴嫩人）作出了回應，他們與他握手，與他交談，並詢問他的成績。我永遠不會忘記，當他轉過身來，面帶著燦爛的笑容向我走來時的情景。「你看！」安德烈興奮地說。「這就是我夢寐以求的。我就知道這一定會發生！」（Reeve (2001), pp. 52–53）

在奧運會中途，當以色列的擊劍選手已經參加完比賽後，史匹哲夫婦被召回荷蘭——他們的女兒和妻子的父母在一起，因為不斷地哭泣而住進了醫院。他們抵達後，醫生告訴他們一切都會好起來 ，安德烈可以在奧運會上與隊友團聚。安德烈錯過了他的火車，但他的妻子開車以極快的速度將他送到了埃因霍溫車站，在那裡他無票登上了火車。

### 逝世
史匹哲回到慕尼黑約四小時後，巴勒斯坦黑色九月成員闖入以色列宿舍，殺害了教練摩西·溫伯格和舉重選手約瑟夫·羅曼，並將史匹哲和他的八名隊友當作人質。恐怖份子宣佈他們要釋放其他234名恐怖份子。恐怖分子毆打人質，並閹割了其中一名人質，讓他在被捆綁的同伴面前流血而死。以色列總理打電話給史匹哲的妻子，告訴她以色列政府「不會與恐怖份子談判」。史匹哲的妻子問：「為什麼不呢？」梅爾回答說：「如果我們屈服於他們的要求，世界上任何地方的猶太人都不會安全。」
在人質危機中，有人看到史匹哲身穿白色內衣，雙手被綁在身前，站在二樓窗前與德國談判人員交談。史匹哲是唯一會說德語和英語的人質，因為他是在年輕時學會的，所以他是與德國危機小組的中間人。有一次，當史匹哲試圖向談判員提供恐怖分子不希望談判員知道的關於以色列人質約瑟夫·羅曼被殺害和閹割的資訊時，其中一名恐怖分子用AK-47突擊步槍的槍托猛擊史匹哲的頭部，並將他粗暴地拉離窗戶，回到房間裡。那是大多數人最後一次看到史匹哲活著。
經過20小時的緊張談判（其間人質沒有進食，也不允許使用廁所），人質和恐怖分子被直升機送往菲斯滕費爾德布魯克空軍基地，恐怖分子相信，他們會從那裡被飛機送往友好的阿拉伯國家。相反地，巴伐利亞邊境巡邏隊和慕尼黑警方試圖進行一次準備不充分的救援行動，不過在恐怖分子抵達前15分鐘，17名負責伏擊恐怖分子的西德警察打扮成飛行員和服務員進行了投票，決定放棄他們的任務，並離開他們的伏擊點。經過兩小時的槍戰，史匹哲目睹四名隊友被機槍射死，之後一枚手榴彈在他們的直升機內被引爆。幾秒鐘之後，史匹哲和另外四名隊友被恐怖份子射殺。史匹哲當時年僅27歲。共有11名以色列人質被殺。五名恐怖分子和一名西德警官安東·弗利格爾包爾（Anton Fliegerbauer）也在槍戰中喪生。
在人質危機期間 (除了在其他運動員抗議後短暫休息半天) 以及11名運動員遇害後，國際奧林匹克委員會（IOC）選擇不取消奧運會餘下的賽程，奧運會照常舉行。
一個月後，德國政府按照10月29日劫持漢莎航空615號班機的恐怖份子的要求，釋放德國人俘虜並監禁的三名犯下慕尼黑慘案的幸存恐怖份子。在劫持事件發生之後以及之後的許多場合中，都有人擔心這次事件可能是西德政府為了「擺脫三個已經成為安全負擔的殺人犯」（正如阿姆農·魯賓斯坦在釋放囚犯之後不久在以色列報紙《國土報》上以「波恩的恥辱」為標題所寫的）而製造的，或者至少是西德政府所容忍的。

## 後續

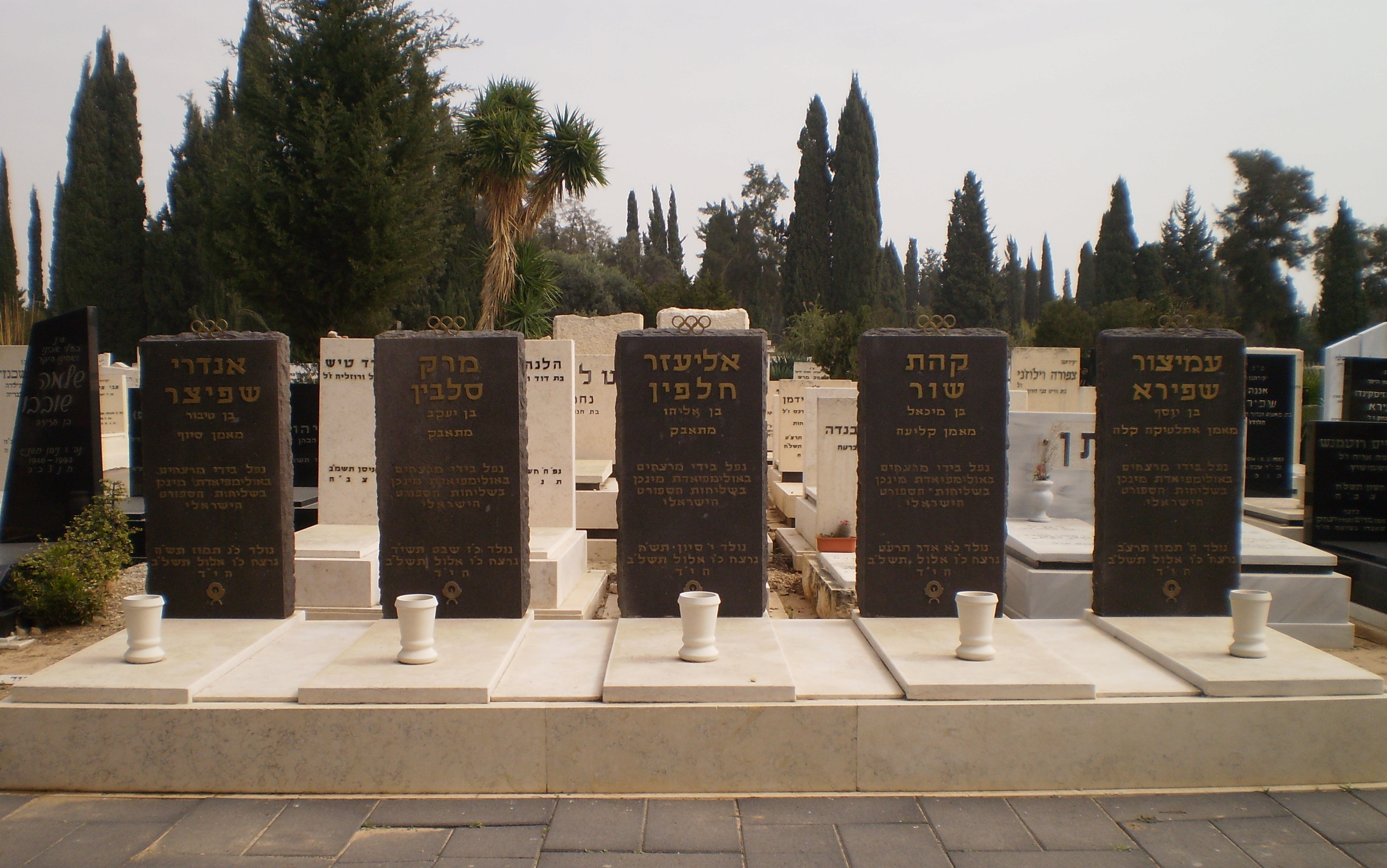
基爾亞特·紹爾公墓的五位慕尼黑慘案遇難者之墓

史匹哲與隊友阿米祖爾·沙皮拉、克哈特·索爾、埃利澤·哈爾芬和馬克·斯拉溫一起葬在以色列特拉維夫的基爾亞特·紹爾公墓。

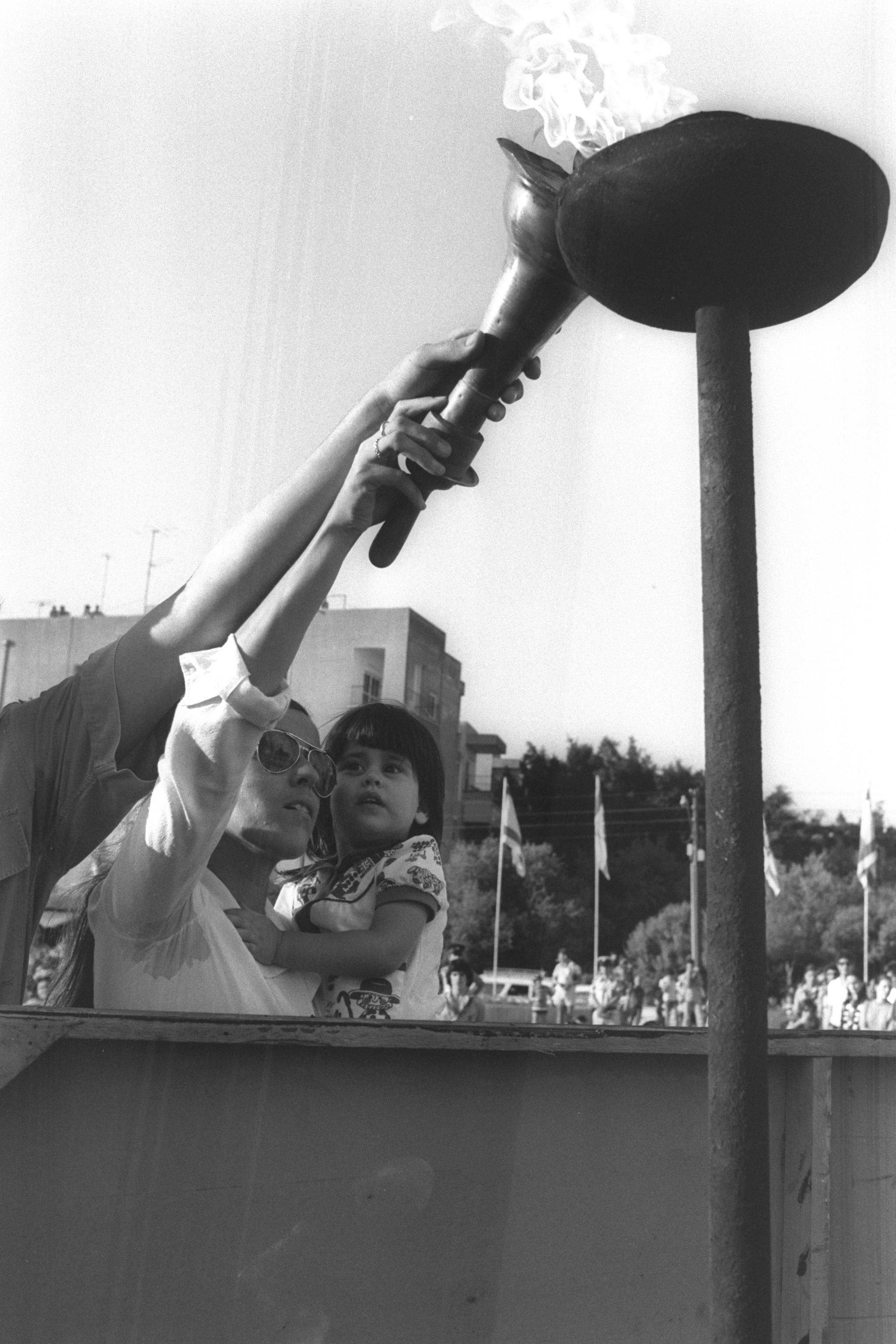
安德烈·史匹哲的遺孀抱著女兒，在尤德-阿勒夫廣場的紀念儀式上點燃火炬（1974年）。

儘管安基·史匹哲在以色列沒有家人，也不懂希伯來語，但她還是決定和女兒留在以色列，後來更改信猶太教。安基解釋說，她認為如果她回到阿姆斯特丹撫養女兒，「我將永遠無法向阿努克解釋她父親的為人。她在那裡永遠是個例外。而在這裡，她會適應得很好。」
安基·史匹哲證實，在上帝之怒行動期間，摩薩德（以色列對外情報機關）在以色列總理梅爾授權下進行秘密行動，追蹤並殺死慕尼黑慘案的黑色九月和巴勒斯坦解放組織（PLO）罪犯和主謀，每當有目標被殺，摩薩德官員都會定期打電話到她家通知她。安基說她並不感到滿意，她更希望恐怖份子受到審判：「我沒有滿心喜悅地想：『哦，太好了，現在他們要為安德烈報仇了』，因為我從來沒有尋找報仇的機會。我不是為了復仇而活，我是為了正義而活。」
1980年，安基·史匹哲與特拉維夫大學教授埃利·雷克斯結婚，現時以安基·雷克斯-史匹哲（Ankie Rekhess-Spitzer）之名活動。她帶頭爭取德國政府承認他們在救援安德烈等人失敗中的罪責。2003年，在遇難奧運選手的親屬向德國政府提出訴訟，指控政府在處理危機時行為嚴重失當、管理嚴重失當之後，德國政府向慕尼黑遇難者家屬支付了經濟賠償。
如今，安基·史匹哲是駐以色列的記者，為荷蘭和比利時電視台報導中東問題。她多年來一直爭取國際奧林匹克委員會能在奧運會開幕式上為慕尼黑遇害的11名奧運選手默哀一分鐘，但奧委會直至2020年東京奧運會（因為2019冠狀病毒病疫情延宕一年舉行）才首次加入這個儀式。
安德烈·史匹哲曾由《慕尼黑》中的歐利·普費弗和《慕尼黑72 - 暗殺》中的帕斯夸萊·阿萊阿爾迪飾演。

## 外部連結
- Sports Illustrated article （页面存档备份，存于）
- CNN 2005 article （页面存档备份，存于）
- Realitatea Romanian article
- Munich 11 （页面存档备份，存于）